# Gornji Striževac
Gornji Striževac (cyr. Горњи Стрижевац) – wieś w Serbii, w okręgu pirockim, w gminie Babušnica. W 2011 roku liczyła 100 mieszkańców.